# I Remember Glenn Miller
I Remember Glenn Miller è un album di Ray Anthony, pubblicato dalla Capitol Records nel 1954.
Nel 1956 la Capitol Records (codice T-476) ripubblicò l'album con quattro brani aggiunti.

## Tracce
Lato A
1. Tuxedo Junction – 3:11 (Buddy Feyne, Erskine Hawkins, Julian Dash, William Johnson) – Registrato l'8 ottobre 1953 al Capitol Studios di Hollywood, California
2. Chattanooga Choo Choo – 3:26 (Harry Warren, Mack Gordon) – Registrato il 12 ottobre 1953 al Capitol Studios di Hollywood, California
3. Serenade in Blue – 2:54 (Harry Warren, Mack Gordon) – Registrato l'8 ottobre 1953 al Capitol Studios di Hollywood, California
4. Elmer's Tune – 3:03 (Dick Jurgens, Elmer Albrecht, Sammy Gallop) – Registrato l'8 ottobre 1953 al Capitol Studios di Hollywood, California

Durata totale: 12:34
Lato B
1. In the Mood – 3:03 (Andy Razaf, Joe Garland) – Registrato il 12 ottobre 1953 al Capitol Studios di Hollywood, California
2. I Know Why (And so Do You) – 2:58 (Harry Warren, Mack Gordon) – Registrato l'8 ottobre 1953 al Capitol Studios di Hollywood, California
3. Ida! Sweet as Apple Cider – 2:35 (Eddie Leonard, Eddie Munson) – Registrato il 12 ottobre 1953 al Capitol Studios di Hollywood, California
4. Moonlight Serenade – 3:29 (Glenn Miller, Mitchell Parish) – Registrato il 12 ottobre 1953 al Capitol Studios di Hollywood, California

Durata totale: 12:05
LP del 1956, pubblicato dalla Capitol Records (T-476)
Lato A
1. Tuxedo Junction – 3:11 (Buddy Feyne, Erskine Hawkins, Julian Dash, William Johnson) – Registrato l'8 ottobre 1953 al Capitol Studios di Hollywood, California
2. Chattanooga Choo Choo – 2:36 (Harry Warren, Mack Gordon) – Registrato il 12 ottobre 1953 al Capitol Studios di Hollywood, California
3. Serenade in Blue – 2:54 (Harry Warren, Mack Gordon) – Registrato l'8 ottobre 1953 al Capitol Studios di Hollywood, California
4. Elmer's Tune – 3:03 (Dick Jurgens, Elmer Albrecht, Sammy Gallop) – Registrato l'8 ottobre 1953 al Capitol Studios di Hollywood, California
5. Sunrise Serenade – 3:14 (Frankie Carle, Jack Lawrence) – Registrato l'11 gennaio 1956 al Capitol Studios di Hollywood, California
6. Song of the Volga Boatman – 2:17 (Tradizionale, arrangiamento di Ray Anthony) – Registrato il 4 gennaio 1956 al Capitol Studios di Hollywood, California

Durata totale: 17:15
Lato B
1. In the Mood – 3:03 (Andy Razaf, Joe Garland) – Registrato il 12 ottobre 1953 al Capitol Studios di Hollywood, California
2. I Know Why (And So Do You) – 2:56 (Harry Warren, Mack Gordon) – Registrato l'8 ottobre 1953 al Capitol Studios di Hollywood, California
3. Ida! Sweet as Apple Cider – 2:35 (Eddie Leonard, Eddie Munson) – Registrato il 12 ottobre 1953 al Capitol Studios di Hollywood, California
4. At Last – 3:08 (Harry Warren, Mack Gordon) – Registrato l'11 gennaio 1956 al Capitol Studios di Hollywood, California
5. Little Brown Jug – 2:38 (Tradizionale, arrangiamento di Ray Anthony) – Registrato il 4 gennaio 1956 al Capitol Studios di Hollywood, California
6. Moonlight Serenade – 3:29 (Glenn Miller, Mitchell Parish) – Registrato il 12 ottobre 1953 al Capitol Studios di Hollywood, California

Durata totale: 17:49

## Musicisti
Tuxedo Junction, Serenade in Blue, Elmer's Tune, I Know Why (And so Do You), Chattanooga Choo Choo, In the Mood, Ida! Sweet as Apple Cider e Moonlight Serenade
- Ray Anthony – tromba
- Jack Holman – tromba
- Warren Kime – tromba
- Jack Laubach – tromba
- Ray Triscari – tromba
- Phil Barron – trombone
- Sy Berger – trombone
- Dick Reynolds – trombone
- Ken Schrudder – trombone
- Earl Bergman – sassofono alto, clarinetto
- Jim Bergman – sassofono alto, clarinetto
- Bill Slapin – sassofono tenore
- Billy Usselton – sassofono tenore
- Leo Anthony – sassofono baritono
- Eddie Ryan – pianoforte
- Milt Norman – chitarra
- Don Simpson – contrabbasso
- Mel Lewis – batteria
- Mercie Miller – voce (brano: Elmer's Tune)
- Tommy Mercer – voce (brani: I Know Why (And So Do You) e Chattanooga Choo Choo)
- The Skyliners (gruppo vocale) – cori (brani: Elmer's Tune, I Know Why (And So Do You), Chattanooga Choo Choo)
- Billy May – arrangiamenti (brani: Tuxedo Junction, In The Mood e Ida! Sweet as Apple Cider)
- Dick Reynolds – arrangiamenti (brano: Serenade in Blue)
- George Williams – arrangiamenti (brano: Moonlight Serenade)

Sunrise Serenade, At Last, Song of the Volga Boatman e Little Brown Jug
- Ray Anthony – tromba
- Frank Beach – tromba
- John Best – tromba
- Bob Fowler – tromba
- Ray Triscari – tromba
- Hayt Bohannon – trombone
- Murray McEachern – trombone
- Dick Nash – trombone
- Abe Most – sassofono alto, clarinetto
- Willie Schwartz – sassofono alto, clarinetto
- Georgie Auld – sassofono tenore
- Charles Butler – sassofono tenore
- Leo Anthony – sassofono baritono
- Geoff Clarkson – pianoforte
- Al Hendrickson – chitarra
- Don Simpson – contrabbasso
- Larry Bunker – batteria
- Sconosciuto – arrangiamenti
- Billy May – arrangiamenti (brano: Song of the Volga Boatman)